# Schlacht von Arghandab
Die Schlacht von Arghandab begann am 18. Juni 2008, als die von der NATO geführte Streitkräfte als Reaktion auf Angriffe der Taliban im Distrikt Arghandab und in Kandahar die Militanten angriffen. Die Schlacht war das zweite Mal in weniger als einem Jahr, dass die Taliban versucht haben, die Kontrolle über das Gebiet zu übernehmen.

## Hintergrund
Am 13. Juni 2008 griffen die Taliban das Sarposa Gefängnis an, bei dem bis zu 1.000 Gefangenen befreit wurden. Es wurde angenommen, dass etwa ein Drittel in der Vergangenheit Verbindungen zu den Aufständischen hatte. Koalitionskräfte durchsuchten das Gebiet nach entkommenen Sträflingen, was zum Tod von 15 Militanten bei einem Luftangriff gegen eine Farm führte.
In den folgenden Tagen wurde berichtet, dass ca. 18 Städte in der Umgebung von Kandahar von afghanischen Militanten überrannt worden waren. Ungefähr 500 Aufständische zogen in den benachbarten Distrikt Arghandab 15 km nördlich der Stadt, um sich in den dortigen Trauben- und Granatapfelhainen zu verstecken, während sie sich auf die Rückeroberung von Kandahar vorbereiteten. Die Taliban warnten die Einheimischen aus dem Gebiet zu fliehen, bevor schweren Kämpfe begannen, während Flugzeuge der Koalition Flugblätter abwarfen, die die Zivilbevölkerung aufforderten in den Häusern zu bleiben. Am 16. Juni 2008 führten die afghanische Nationalarmee (ANA) und die Streitkräfte der Koalition eine fünfstündige Patrouille durch das Gebiet durch und berichteten, dass sie keine Anzeichen für eine Ansammlung von Aufständischen gesehen hätten. Alle Berichte, die etwas anderes vermuten ließen, seien „unbegründet“.

## Vorbereitung
Trotz der Beteuerungen, dass eine Schlacht nicht bevorstehe, beriefen die Kanadier am 16. Juni 2008 eine Dringlichkeitssitzung mit der ANA ein. Am folgenden Tag flogen die Koalitionstruppen 700 ANA Soldaten aus Kabul in die Region, während Hunderte von Zivilisten aus dem Gebiet flohen und die kanadischen Streitkräfte ein kleines Feuergefecht mit den Taliban am Stadtrand meldeten.
Die Taliban zerstörten Durchlässe und Brücken rund um Kandahar und legten Minenfelder an, um die Mobilität der Koalition einzuschränken. Ebenfalls begannen sie Waffen- und Munitionslieferungen in die Nachbarstädte zu schicken. Währenddessen deutete der Taliban-Kommandeur Mullah Ahmedullah an, dass die Islamisten auf den ersten Zug der NATO-geführten Streitkräfte warteten.

## Der Kampf
Die von der NATO geführten Streitkräfte drangen am 18. Juni 2008 in Arghandab ein und stießen nur auf wenig Widerstand. Bei einem Luftangriff in Tabin wurden Berichten zufolge 20 Aufständische getötet. In Khohak wurden zwei ANA-Soldaten bei einem Feuergefecht getötet, bei dem 3 Aufständische starben. Am 19. Juni bestätigte Brigadegeneral Denis Thompson, dass die Aufständischen außerhalb von Kandahar City besiegt worden seien, fügte jedoch hinzu, dass sie sich neu formieren und erneut angreifen könnten.
Der australische Journalist Jamie Kidston wurde in den Arm geschossen, als er für die NATO arbeitete und kanadische Truppen im Kampf filmte. Des Weiteren wurde ein Anwohner getötet und ein weiterer verletzt. Drei zivile Mitarbeiter, die für die ISAF arbeiten, wurden ebenfalls verwundet.